# Белые журавли (музей)
Мемориа́льный ко́мплекс «Бе́лые журавли́» — музей и мемориальный комплекс в селе Цада Хунзахского района Республики Дагестан, создан по мотивам песни «Журавли» на стихи Расула Гамзатова, посвященный подвигу народов Дагестана — защитников родины в Великую Отечественную войну 1941—1945 года.
Открыт к 90-летию аварского поэта Расула Гамзатова в 2013 году. Отреставрирован к 100-летию знаменитого уроженца села Цада аварского поэта Гамзатова в 2023 году. Архитектор монумента — Тимур Магомедов.

## История
Комплекс «Белые журавли» в Дагестане открыли для посетителей в 2013 году в год 90-летия аварского поэта и уроженца села Цада Расула Гамзатова. Высота памятника — 27 метров. Памятник представляет собой огромную стелу молочно-белого цвета, состоящую из двух вертикальных направляющих, на которых с обеих сторон прикреплены фигуры журавлей, выстроившихся клином. Памятник напоминает знаменитые строки из стихотворения «Журавли».
Вдоль дороги к музею и архитектурному комплексу расположены памятные таблички, посвящённые населённым пунктам Дагестана, откуда уходили на фронт Великой Отечественной войны защитники отчества. На глянцевых табличках обозначены названия городов, сёл и районов Дагестана, а также цифры ушедших, вернувшихся и не вернувшихся солдат.
В 2023 году комплекс был дополнен композицией «Мать», олицетворяющей женщину с ребёнком, на фоне огромной арки как символа опустевшего дома, в который не вернулись сыновья. На плитах композиции выбиты строки знаменитого стихотворения «Журавли».
На территории комплекса проходят социокультурные и памятные мероприятия.
С 1 февраля 2024 года отреставрированный музей, посвящённый творчеству Расула Гамзатова, открыт для свободного посещения. Реконструкция комплекса продолжается.

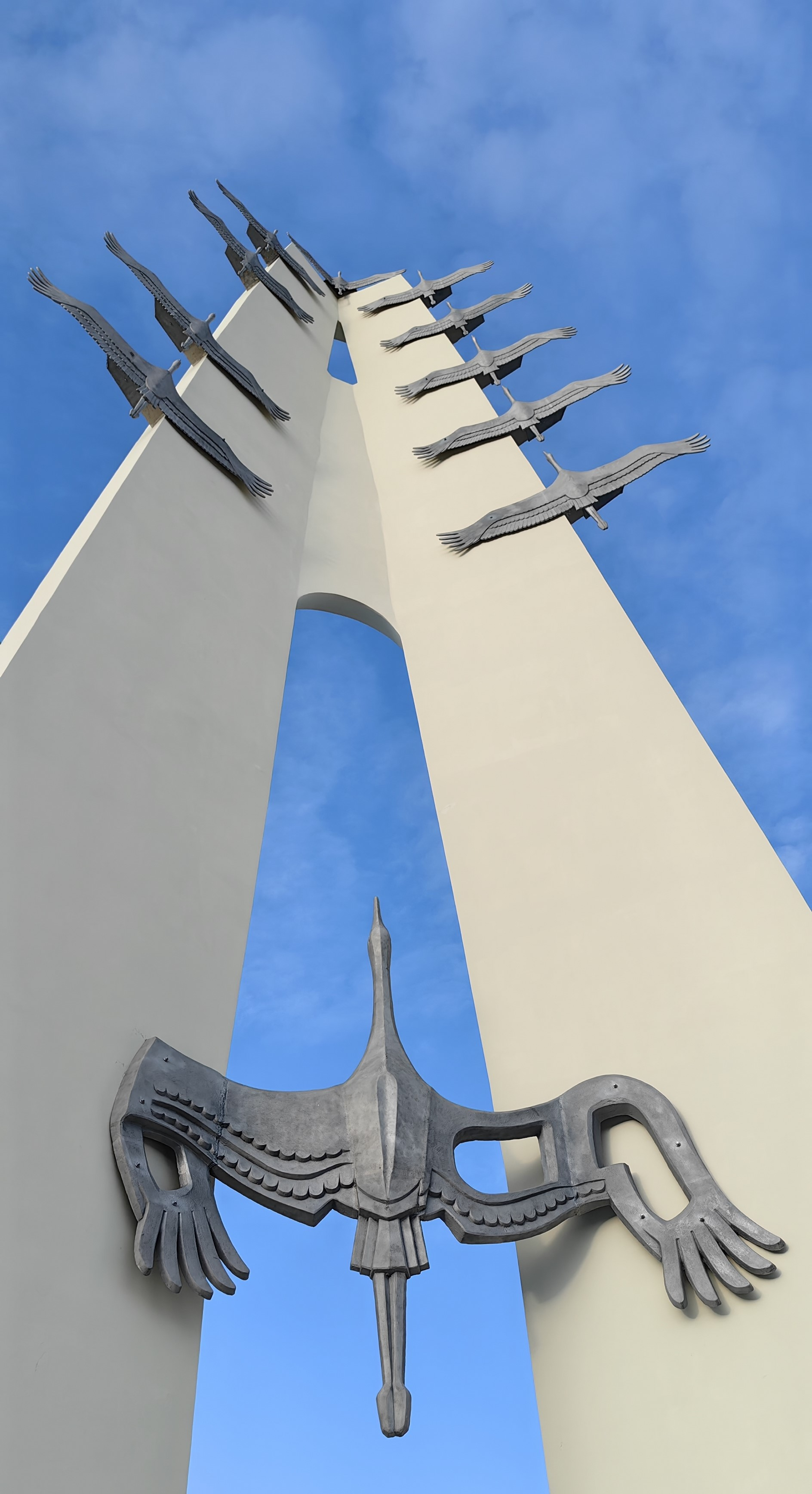
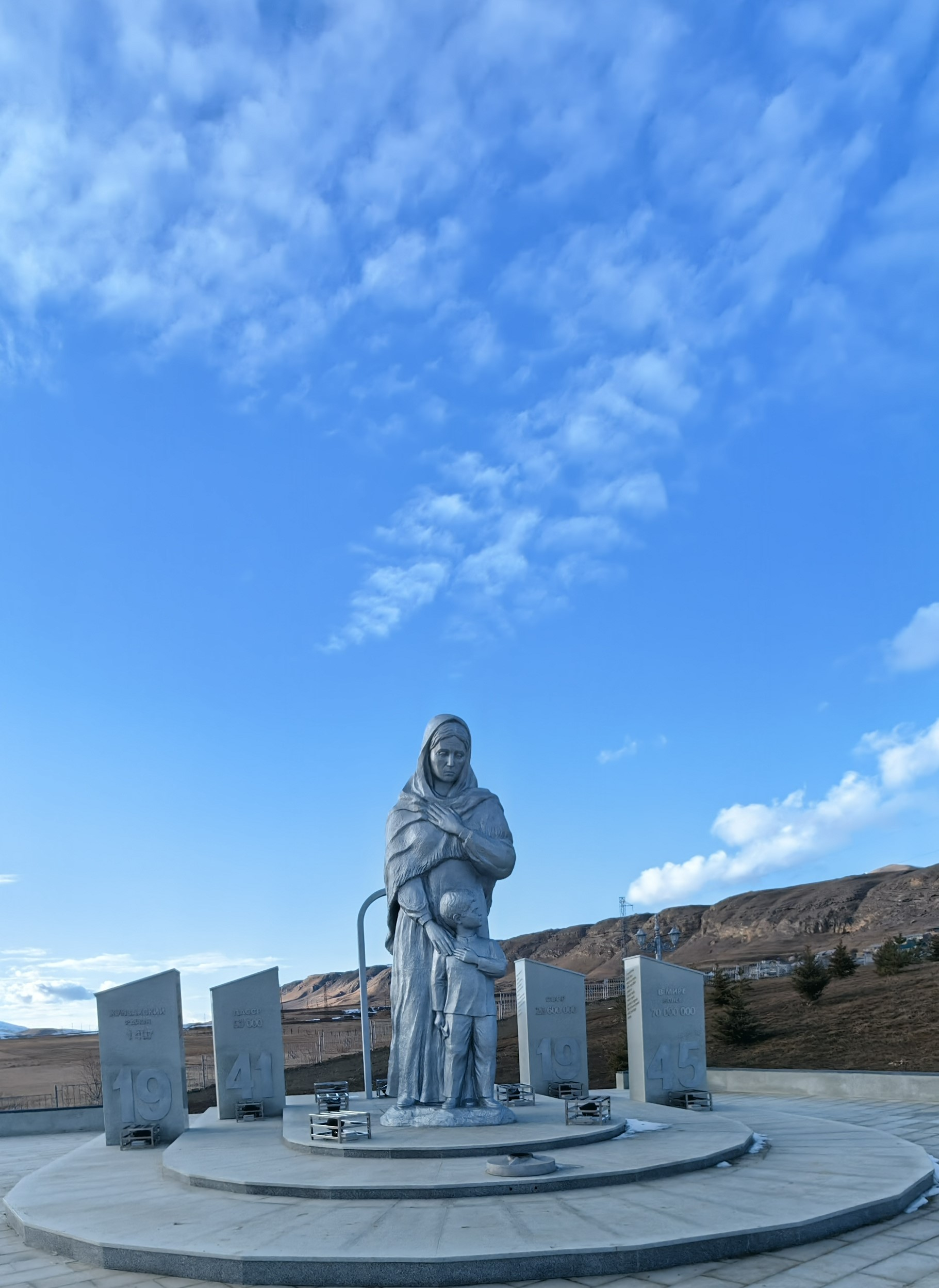
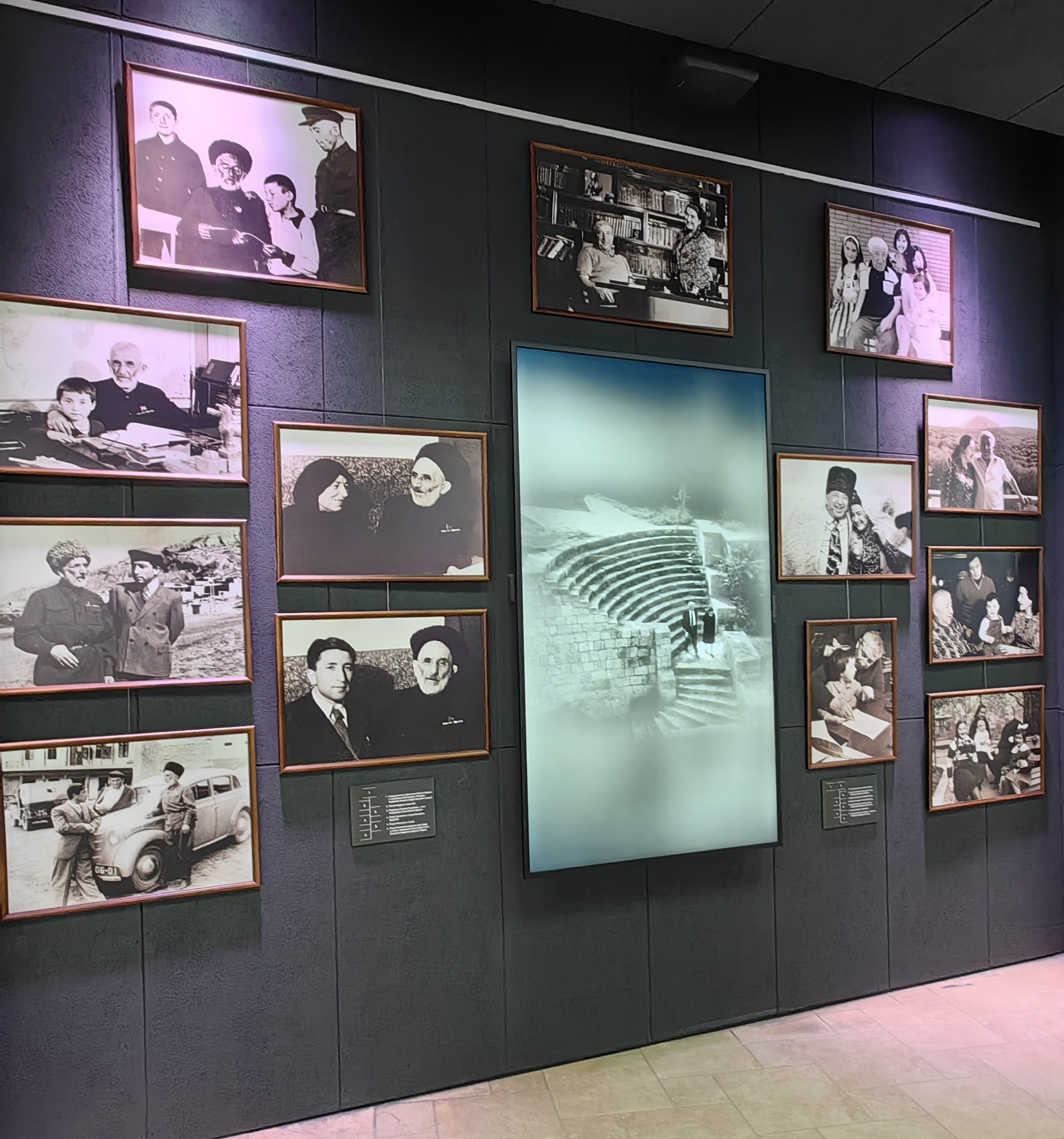
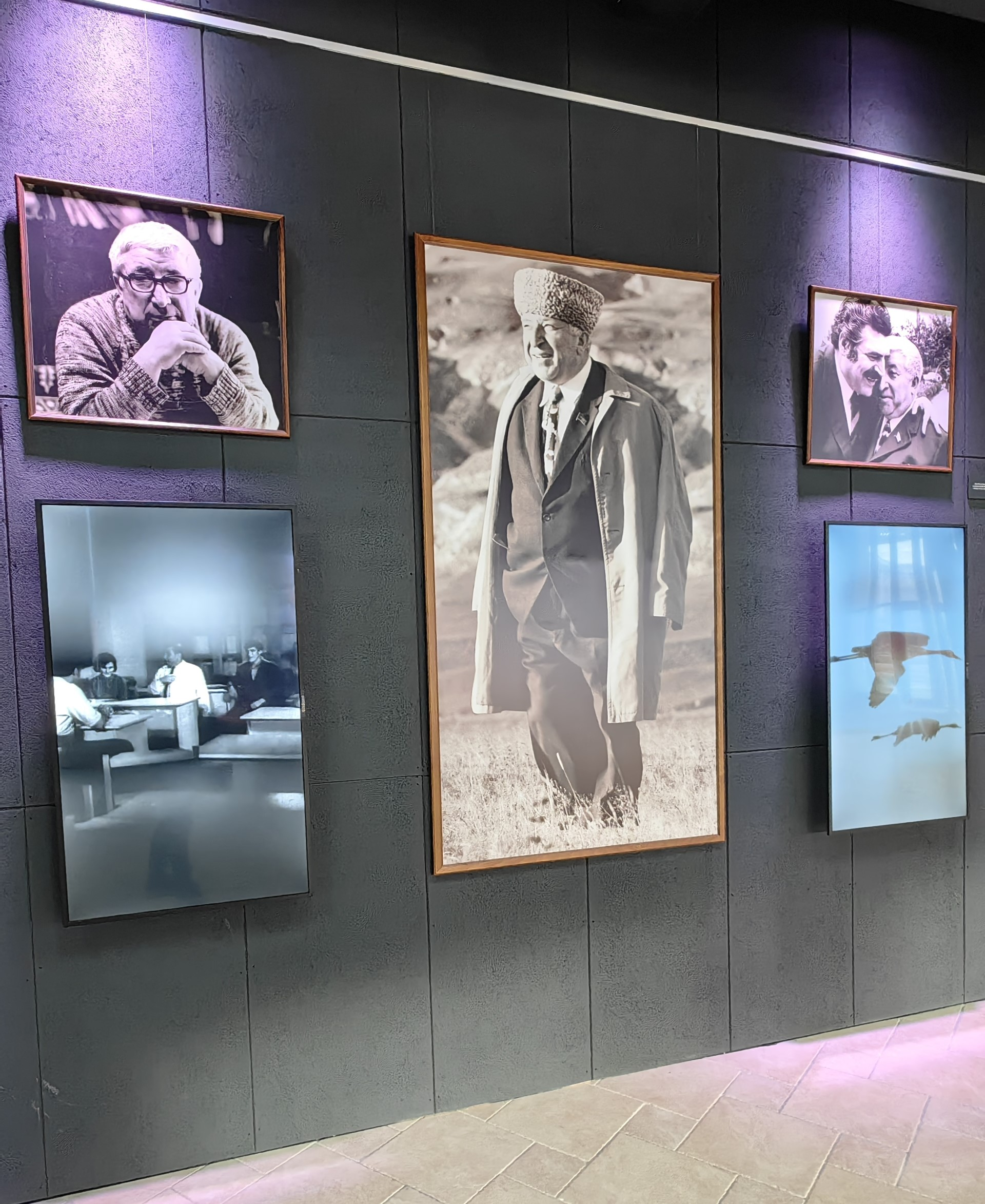
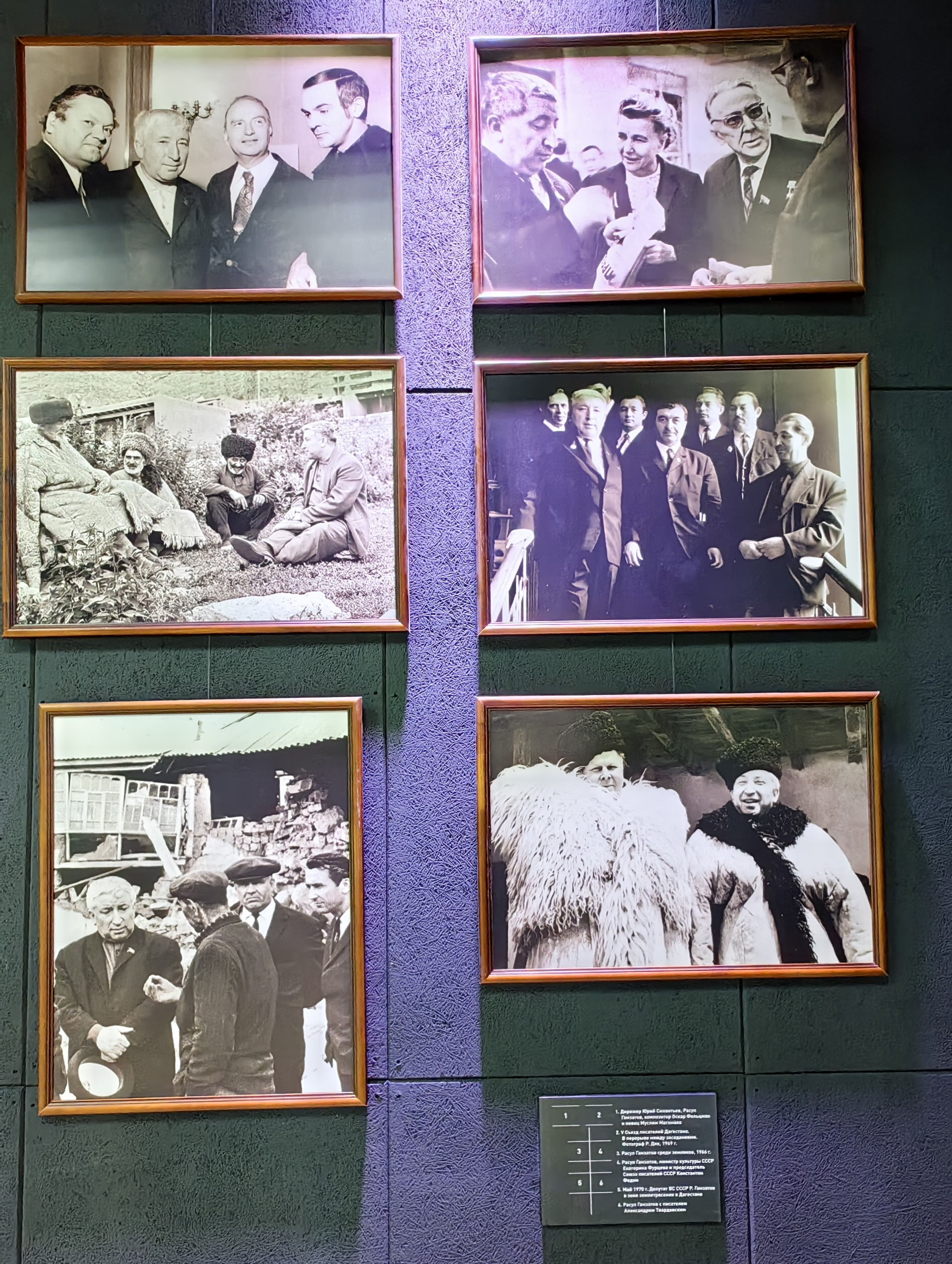
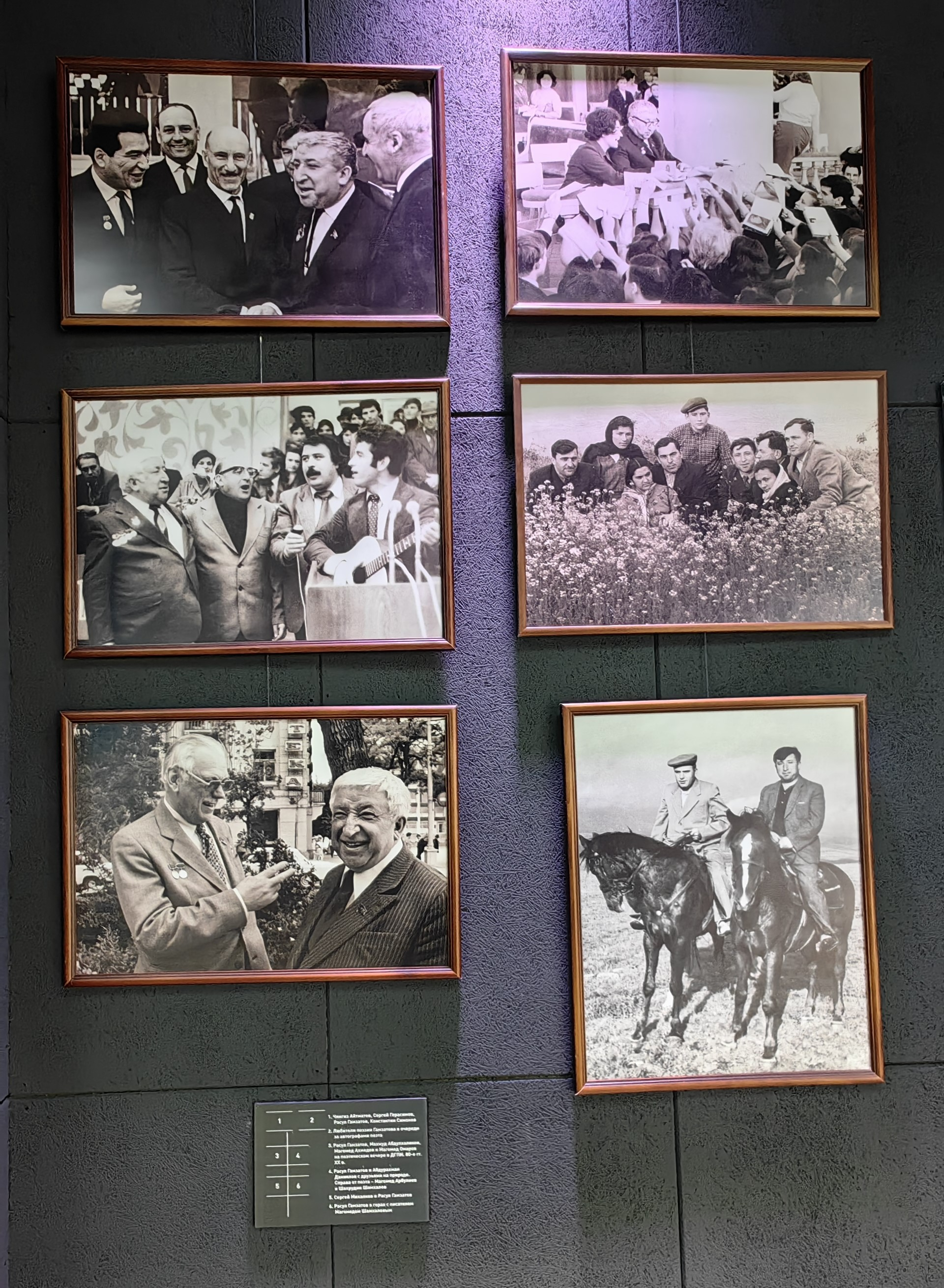
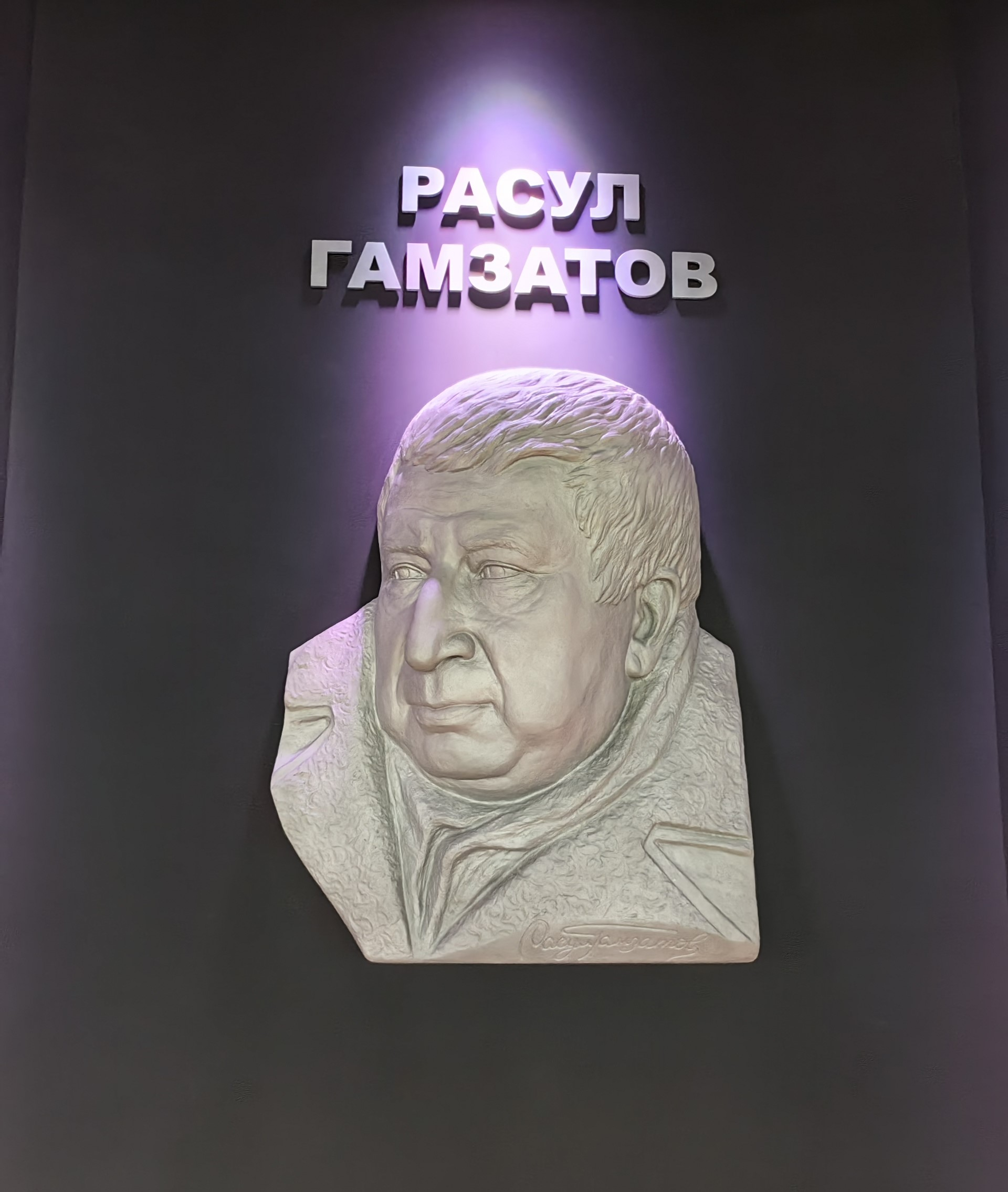
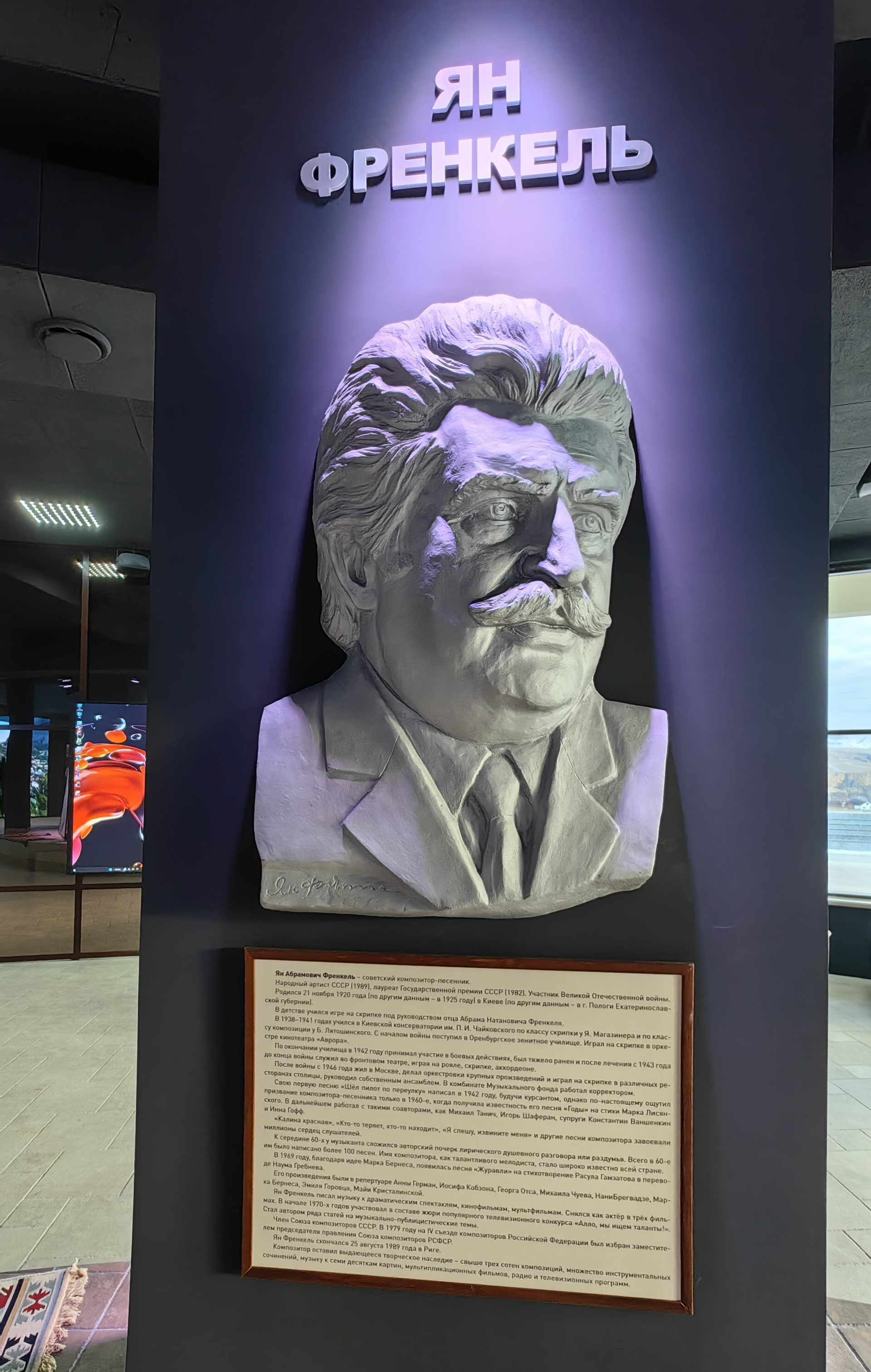